# Savād Rūdbār
Savād Rūdbār (persiska: سواد رود بار, سواد رودبار, Savād-e Rūd Bār) är en ort i Iran.   Den ligger i provinsen Mazandaran, i den norra delen av landet, 130 km öster om huvudstaden Teheran. Savād Rūdbār ligger 2 270 meter över havet och antalet invånare är 125.
Terrängen runt Savād Rūdbār är bergig norrut, men söderut är den kuperad.Runt Savād Rūdbār är det ganska glesbefolkat, med 34 invånare per kvadratkilometer. Närmaste större samhälle är Ālāsht, 7,0 km öster om Savād Rūdbār. Trakten runt Savād Rūdbār består i huvudsak av gräsmarker.